# Editto di Fontainebleau

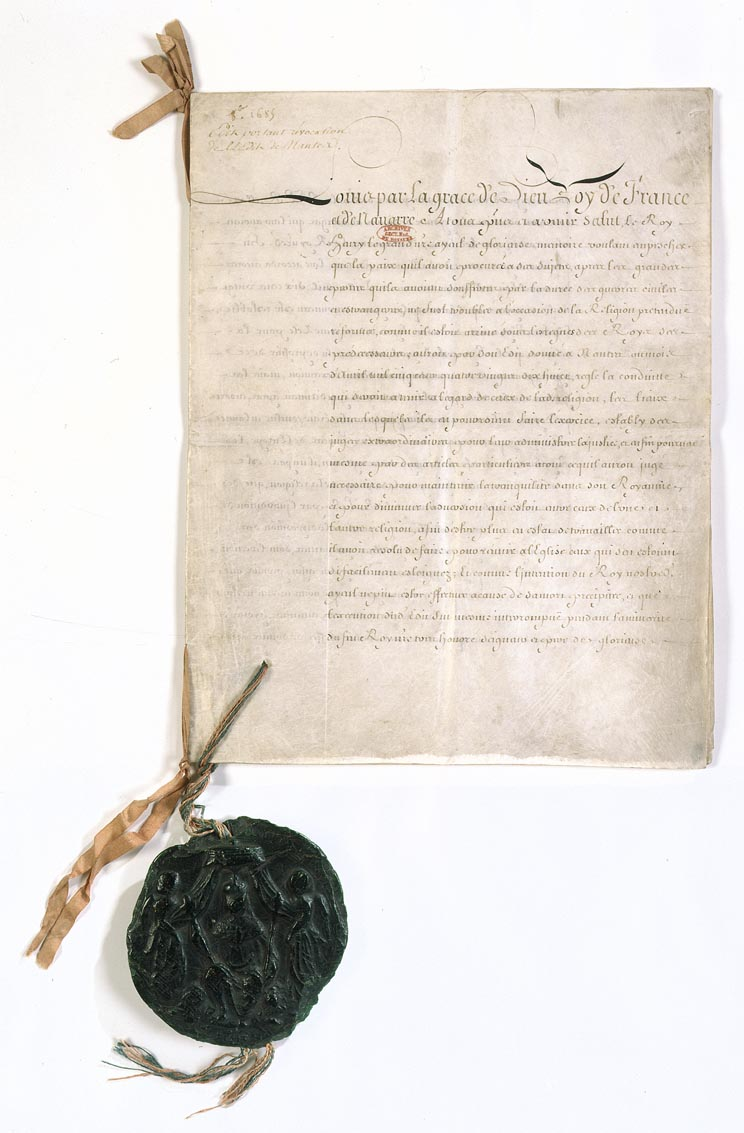
Editto di Fontainebleau

L'editto di Fontainebleau, emesso da Luigi XIV di Francia il 18 ottobre 1685, revocò l'Editto di Nantes di Enrico IV, che aveva confermato ai protestanti la libertà di culto e aveva concesso loro diritti politici, militari e territoriali.
Fu di fatto abolito dall'editto di Versailles emesso da Luigi XVI nel 1787, alla vigilia della Rivoluzione francese.

## La pace di Alès
L'8 giugno 1629 Luigi XIII pose l'assedio alla cittadina protestante di Alès che capitolò in nove giorni. Il 17 giugno 1629 Luigi XIII e il cardinale Richelieu, in veste militare, vi entrarono alla testa delle loro truppe e gli ugonotti furono autorizzati a partire per Anduze con la promessa di non prendere più le armi contro il re; il 28 giugno venne siglata, nel vicino campo di Lédignan, la pace, che modificò l'Editto di Nantes, revocando agli ugonotti gli acquisiti diritti politici, militari e territoriali: i protestanti persero il diritto di riunione, di avere un esercito proprio e le loro piazzeforti vennero smantellate; venne ancora mantenuta, tranne che a Parigi, la libertà di culto.
La «religione pretesa riformata» - questa era la formula utilizzata dai cattolici - per una trentina di anni riuscì a mantenere la situazione creatasi, pur dovendo spesso ricorrere in giudizio per non perdere i residui riconoscimenti. Del resto, il cardinale Richelieu rispettò le conclusioni della pace di Alès, dal momento che le contingenze politiche, che lo vedevano alleato con i principi protestanti tedeschi e con la Corona svedese nella guerra dei Trent'anni, gli consigliavano di evitare ogni conflitto interno con gli ugonotti.

## Il regno di Luigi XIV

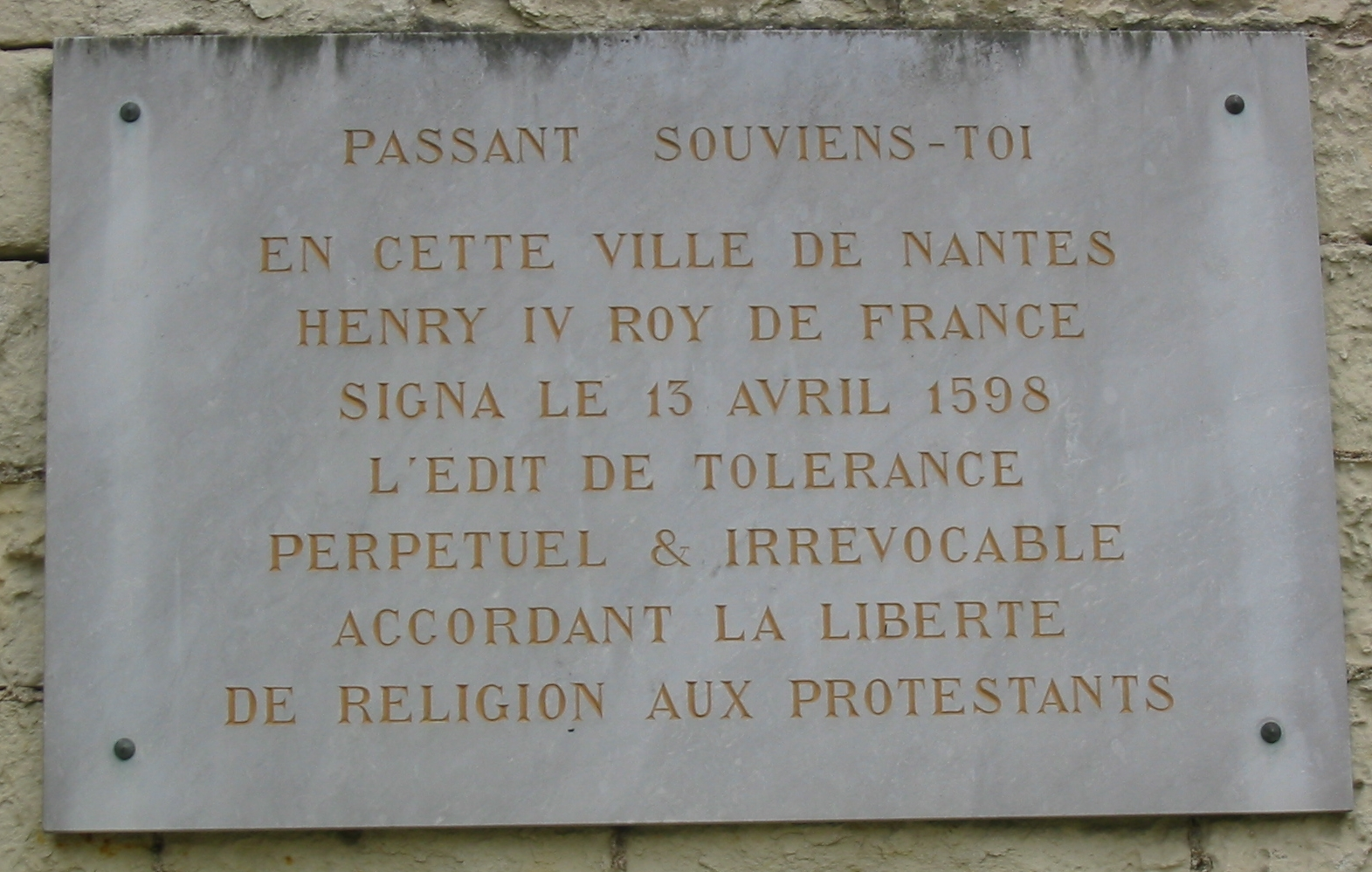
Targa commemorativa dell'Editto di Nantes, «perpetuo e irrevocabile»

Con l'avvento al trono di Luigi XIV, che si definisce re cristianissimo e sovrano della figlia maggiore della Chiesa, vi è un ulteriore giro di vite. Il segnale che le chiese riformate danno, rifiutando la gerarchia ecclesiastica, è incompatibile con il modello della monarchia assoluta che il nuovo re è intenzionato a sviluppare fino alle estreme conseguenze e, nella lotta che oppone Luigi XIV a Guglielmo d'Orange, il campione della causa protestante in Europa, il re francese non è sicuro della fedeltà dei sudditi ugonotti. Tutte queste ragioni spingono Luigi a neutralizzare questi potenziali fautori di opposizione se non di disordini.
Luigi XIV è certo di avere il consenso della grande maggioranza cattolica della popolazione nel suo intento di reprimere la minoranza ugonotta: i cattolici non comprendono il comportamento religioso dei protestanti, che rifiutano l'intercessione dei santi, il culto delle immagini e delle reliquie, la partecipazione ai pellegrinaggi, alle processioni e soprattutto, alla messa, momento privilegiato della vita collettiva. Nelle regioni in cui cattolici e protestanti sono costretti a coabitare, nel Midi e particolarmente in Linguadoca, ai contrasti religiosi si uniscono le differenze sociali: i protestanti sono in maggioranza artigiani e commercianti, datori di lavoro di operai soprattutto cattolici. Le iniziative politiche che il re intende intraprendere contro i riformati troverà la maggior parte della popolazione consenziente o almeno indifferente.
La Rivoluzione inglese del 1649, con la decapitazione di Carlo I ordinata dal Parlamento puritano, complicò la posizione degli ugonotti, costretti a difendersi dal sospetto di approvare il regicidio ed essi condannarono apertamente i loro confratelli presbiteriani, assicurando la loro lealtà alla monarchia francese. Il cardinale Mazzarino – bisognoso di assicurarsi la neutralità inglese nella guerra che la Francia conduceva contro la Spagna – mostrò di apprezzare l'iniziativa e una dichiarazione reale, nel maggio 1652, espresse ringraziamento per il loro sostegno alla Corona contro i nobili frondisti. Ma, conclusa un'alleanza militare e commerciale con l'Inghilterra nel 1655, il cardinale decise di rivedere i rapporti con la Chiesa riformata francese. Cominciò con il proibire i rapporti degli ugonotti con le Chiese riformate straniere, istituì commissioni incaricate di vigilare sul rispetto delle norme indicate nell'Editto di Nantes, così come era stato modificato con la pace di Alès ma contemporaneamente emise decreti legislativi che riducevano i diritti dei protestanti, già indeboliti anche a causa delle numerose conversioni al cattolicesimo dei nobili, i quali intendevano, con questo mezzo, di avere maggiore agio nel condurre la loro politica di opposizione alle pretese reali.
L'Editto di Nantes aveva voluto essere un contrappeso naturale alla Lega cattolica, ma l'indebolimento progressivo prima e la scomparsa del partito ugonotto poi, la trasformazione della Lega in un partito più religioso che politico, privarono la comunità protestante di un utile mezzo politico. Indebolire i riformati con lo svuotamento dell'Editto di Nantes riaffermando il posto di religione ufficiale del cattolicesimo appariva legittimo alle gerarchie cattoliche e alla Corte. La minoranza ugonotta non rappresentava più un reale pericolo per lo Stato e la loro sorte non era più nelle mani dei Concistori, ma in quelle del potere reale. Dopo la sconfitta della Fronda, Luigi XIV non intendeva più tollerare fazioni e minoranze e quella protestante gli appariva una macchia alla sua maestà e del resto, tutta l'opera dei re francesi, da Francesco I in poi, era mirata a stabilire la propria autorità, certa e incontestabile, ad assicurare il benessere comune sotto il motto «une foi, une loi, un roi» - una sola fede, una sola legge, un solo re - e chi avesse contestato tale regola doveva essere considerato un dissidente e un ribelle. Il mezzo più utile per mettere al passo la minoranza protestante, che contrastava l'obbligatorio unanimismo dei sudditi all'assolutismo del re, sembrava essere la riaffermazione del cattolicesimo come unica religione permessa.

## Lo smantellamento dell'Editto di Nantes (1661-1685)
La pratica attuazione del progetto di smantellamento dell'Editto di Nantes iniziò nel 1661, con l'emissione di decreti reali che facevano divieto ai pastori di predicare fuori dai templi e perciò anche nelle città che fossero prive di templi dedicati al culto riformato; i divieti furono estesi al canto dei salmi fuori dal luogo di culto. Nel 1663 fu fatto divieto alle chiese protestanti di comunicare fra di loro per lettera e furono permessi i funerali dei protestanti solo all'alba e nelle prime ore della notte, con un numero di partecipanti non superiore a trenta, ridotto a dieci l'anno successivo, salvo revocare il decreto sul numero chiuso dei partecipanti nel 1669.
Fu poi vietato ai protestanti di accedere alle cariche pubbliche di grado elevato e di esercitare un certo numero di mestieri: di fronte ai ricorsi presentati contro tali decreti, ricorsi, del resto, quasi sempre rigettati dalle corti di giustizia, nel 1665 un altro decreto reale proibì a chi fosse protestante di istruire procedimenti giudiziari e nel 1676 furono soppresse le camere comuni di cattolici e protestanti già attive nei Parlamenti di Tolosa e di Grenoble. Le abiure dei protestanti - soprattutto di notabili, di commercianti e di artigiani che vedevano compromessa la loro attività - s'incrementarono dal 1675 a seguito della creazione, ideata dal ministro Paul Pellisson, delle Casse di conversione, finanziate a loro volta dalla Cassa degli Economati, precedentemente costituita con i proventi derivanti dalle abbazie vacanti: ogni conversione veniva ricompensata con una somma di denaro. L'idea non era nuova, dal momento che già dal 1598 l'Assemblea del clero francese aveva deliberato di ricompensare con denaro i pastori che si fossero convertiti al cattolicesimo. La Cassa di Pellisson seduceva soprattutto gli ugonotti più poveri ma fu sfruttata anche da persone che si dichiaravano falsamente ugonotti convertiti o che ritenevano bene convertirsi più volte. In ogni caso, i risultati ottenuti furono molto inferiori alle attese, ottenendo in tre anni circa diecimila conversioni, vere o presunte, in tutto il regno. I polemisti protestanti non mancarono di sottolineare la mancanza di scrupoli della Chiesa cattolica, che approvava un'iniziativa che ricordava la vecchia e mai abrogata pratica delle indulgenze.

## Ledragonnades

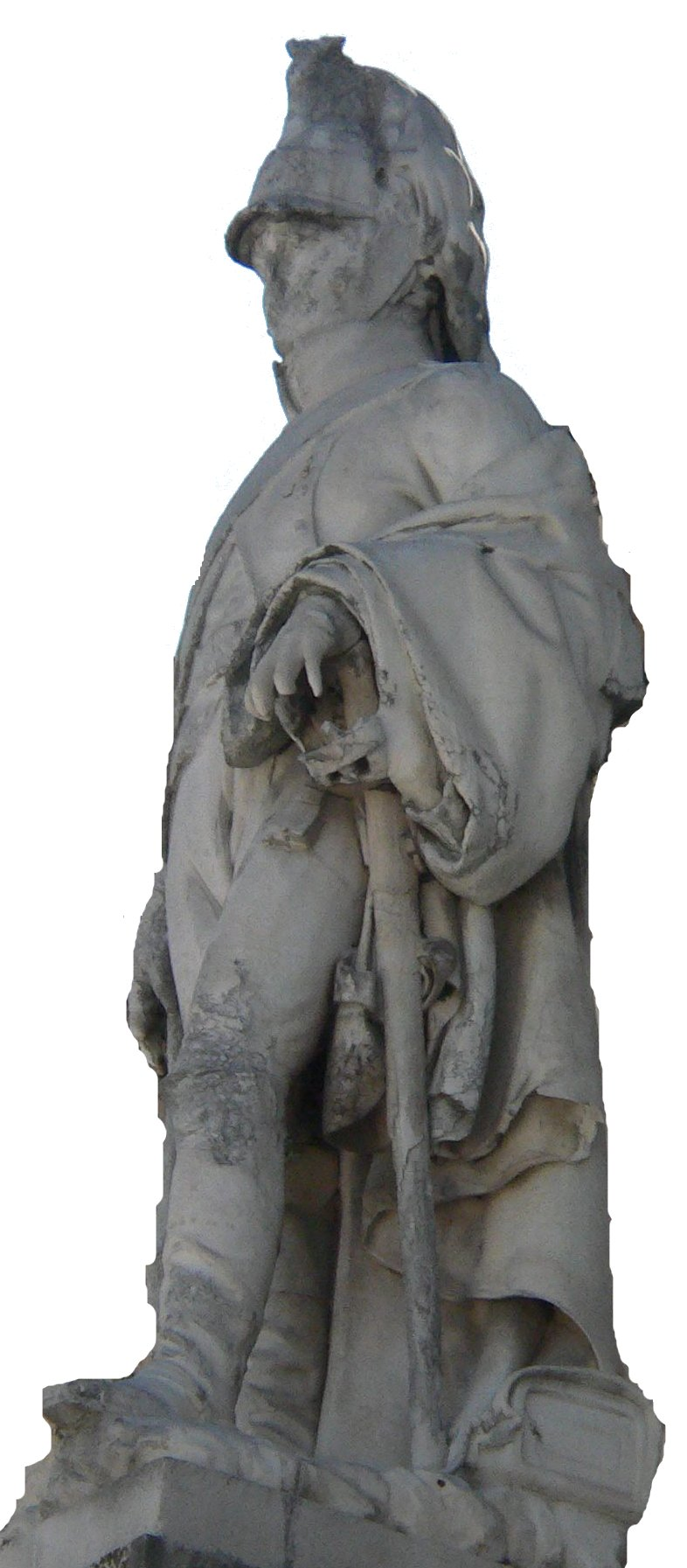
Dragone, Giardino delle Tuileries, Parigi

Malgrado le proteste di fedeltà al regno espresse dalle Chiese riformate, re Luigi, ora chiamato «il grande» e all'apogeo della sua potenza in Europa, non può tollerare l'esistenza di una minoranza che, ai suoi occhi, turba la compattezza dell'appartenenza religiosa dei suoi sudditi. Dal 1679 vengono emessi nuovi decreti: in ottobre, ai sinodi riformati deve presenziare un commissario reale e sono aumentate le pene contro i relapsi - coloro che, avendo già abiurato, si riconvertano al protestantesimo. Nel 1680, si vieta la possibilità ai cattolici di convertirsi al protestantesimo, alle protestanti di esercitare l'attività di levatrice e si rende obbligatorio tentare la conversione al cattolicesimo dei malati in pericolo di morte; il 17 giugno 1681 l'età minima per la conversione al cattolicesimo si abbassa a 7 anni, considerata l'«età della ragione», in luglio viene soppressa l'Accademia protestante di Sedan, nel settembre del 1684 quella di Die, nel gennaio 1685 l'Académie de Saumur e nel marzo l'accademia di Puylaurens.
L'11 aprile 1681 vengono istituite le «dragonnades»: la loro premessa è il decreto che concede «l'esenzione per due anni dell'obbligo di alloggiare i militari per i protestanti che si siano convertiti dal 1º gennaio scorso e per coloro che si convertiranno da oggi in avanti». Le «dragonnades» iniziano dal maggio 1681 nel Poitou: esse consistono nell'alloggiare i dragoni, un particolare corpo militare, nelle case dei protestanti, autorizzandoli, allo scopo di provocarne la conversione, a ricorrere a qualunque mezzo, dal saccheggio alla tortura e allo stupro, fino a permettere l'omicidio in caso di estrema resistenza. In questo modo si ottennero conversioni in massa, per quanto fittizie, e anche una forte ripresa dell'emigrazione nei paesi riformati, nei quali fu forte l'emozione provocata dalle brutalità francesi e la solidarietà verso gli emigrati ai quali furono concesse facilitazioni d'ingresso e, nel Brandeburgo, l'esenzione fiscale sulla proprietà della terra.
I decreti reali si susseguono: nel gennaio 1682 si stabilisce che i figli illegittimi dei protestanti siano allevati nel cattolicesimo; in maggio, mentre viene distrutto il tempio di La Mothe-Saint-Héray, si proibisce ai marinai e agli artigiani ugonotti di emigrare; nel giugno, si proibisce l'esercizio delle professioni di notaio, procuratore, assessore e ausiliario di giustizia; nel luglio si decide la confisca dei beni degli emigrati e in agosto si vietano le riunioni fuori dai templi. Nell'anno successivo si proibisce ai pastori la propaganda religiosa, pena l'espulsione e si rende obbligatorio riservare ai cattolici un luogo di frequenza nei templi protestanti, nel 1684 si vieta anche il culto privato mentre quello pubblico è interdetto nei paesi che contino meno di 10 famiglie protestanti e si confiscano i beni dei concistori, che passano agli ospedali cattolici.
Valutate un successo le dragonnades del Poitou, queste si ripropongono dal maggio del 1685: a partire dalla Béarn, ai piedi dei Pirenei, si estendono in Linguadoca, nella valle del Rodano e, risalendo a nord, nella Saintonge. I decreti di quest'anno prevedono la distruzione dei templi dove siano stati celebrati matrimoni misti, la proibizione ai protestanti di avere servitori cattolici, di pubblicare libri di contenuto religioso, di esercitare la professione medica; si stabilisce di affidare gli orfani solo a tutori cattolici e di ricompensare chiunque denunci un protestante. Nel mese di ottobre l'«eresia» sembrava ormai estirpata e non restava che revocare l'ormai anacronistico Editto di Nantes.

## La revoca dell'Editto di Nantes

Hyacinthe Rigaud: Luigi XIV, 1715

La revoca fu a lungo meditata da Luigi e dal suo Consiglio: Louvois, segretario di Stato alla guerra, il cancelliere Le Tellier e il controllore generale delle Finanze Le Peletier erano favorevoli alla riunificazione sotto un'unica religione del regno, mentre il delfino avrebbe preferito, per il protestantesimo, una morte lenta e «senza rumore».
Il 18 ottobre, Luigi XIV annullò l'editto di Nantes e la revoca fu registrata dal Parlamento di Parigi il 22 ottobre. Molte sono le ragioni di quella decisione: la politica estera, le tensioni col papato, forse anche l'orgoglio personale del re che lo portava a non sottrarsi a quelli che riteneva essere i suoi doveri di re assolutista. In Europa, il papa e la cristianità avevano visto di cattivo occhio l'assenza della Francia di fronte all'avanzata turca che aveva portato gli ottomani alle porte di Vienna. L'assedio della capitale austriaca e la battaglia vittoriosa di Kahlenberg, nel 1683, contro le truppe dei visir Köprülü, diede gloria all'imperatore Leopoldo I e al re polacco Giovanni III Sobieski. La Francia aveva mal calcolato le conseguenze della sua mancata partecipazione alla difesa dei territori cristiani dell'Est; aveva infatti mantenuto rapporti commerciali con la Turchia e si era opposta ai tentativi espansionistici dell'Impero asburgico in Oriente. In definitiva, la guerra austro-turca aveva favorito gli affari francesi nelle Fiandre e nel Brabante e ora, probabilmente, la revoca dell'Editto avrebbe colmato quell'assenza facendo risalire il prestigio reale agli occhi dei prìncipi cattolici.
I motivi di conflitto con il papa si erano moltiplicati nel corso dei primi anni Ottanta: la questione delle regalie aveva messo in ristrettezze le finanze dello Stato. In effetti, il Concordato di Bologna dell'ormai lontano 1516 stabiliva che il re di Francia avesse il diritto di assegnare in alcune diocesi le prebende divenute libere in una sede divenuta vacante (regalie spirituali) e di amministrare le rendite vescovili (regalie temporali). Ora, il concordato non riguardava i vescovadi creati dopo il 1516: così, nel 1673, Luigi XIV decise di regolare la questione estendendo il concordato a queste diocesi con l'assenso delle alte gerarchie ecclesiastiche francesi, e solo due vescovi dissenzienti si appellarono al papa.
Nell'ottobre del 1681, un'assemblea del clero francese reagì contro l'ingerenza di papa Innocenzo XI negli affari interni francesi, mediante la «Dichiarazione dei quattro articoli», resa pubblica il 19 marzo 1682, che proclamò l'indipendenza del re sul papa e il primato del concilio, e stabilì che il papa doveva rispettare costumi e leggi della chiesa francese. Questi articoli rappresentarono il manifesto della chiesa gallicana, rivendicandone l'autonomia da Roma. Le reazioni del papa furono immediate: Innocenzo XI rifiutò di approvare l'investitura reale dei vescovi francesi e Luigi dovette cedere, poiché i vescovi rappresentavano una rete di interessi del potere reale e la loro assenza avrebbe provocato l'interruzione della trasmissione degli ordini reali alle gerarchie cattoliche. La questione verrà tuttavia regolata dieci anni dopo: nel 1692 il nuovo papa Innocenzo XII attenuò le tensioni con il re di Francia e l'assemblea del clero francese deplorò la pubblicazione dei Quattro articoli, dei quali Luigi XIV ordinò l'annullamento. Infine, i successi delle dragonnades dimostrarono l'inevitabilità della conversioni dei protestanti: la revoca dell'editto di Nantes diveniva ormai indispensabile in vista del riavvicinamento della Francia con il papa e della restaurazione del prestigio della monarchia.

### Il testo dell'Editto di Fontainebleau
«Luigi, per grazia di Dio re di Francia e Navarra: a tutti, presenti e prossimi. Salve.
Il re Enrico il Grande, nostro avo di gloriosa memoria, volendo impedire che la pace che aveva procurato ai suoi sudditi, dopo le grandi perdite sofferte durante le guerre civili ed estere, fosse turbata dalla Religione Pretesa Riformata, giunto al regno dei re suoi predecessori, aveva voluto, con il suo editto dato a Nantes nel mese di aprile 1598, regolare la condotta da tenere nei confronti di quelli della suddetta religione, determinare i luoghi nei quali avrebbero potuto farne esercizio, stabilire giudici straordinari per amministrare la loro giustizia, infine provvedere di articoli particolari tutto ciò che era giudicato necessario a mantenere la tranquillità nel regno e diminuire l'avversione tra quelli dell'una e dell'altra religione, al fine di essere in condizioni di lavorare riunendo nella Chiesa coloro che se n'erano così facilmente allontanati.
E siccome l'intenzione del Re nostro avo non poté essere effettuata a causa della sua morte improvvisa e l'esecuzione dell'editto fu anche interrotta, durante la minorità del defunto Re nostro onoratissimo Signore e Padre di gloriosa memoria, da nuove iniziative della Religione Pretesa Riformata, queste diedero occasione di privarli di diversi vantaggi che erano stati accordati dal citato editto.

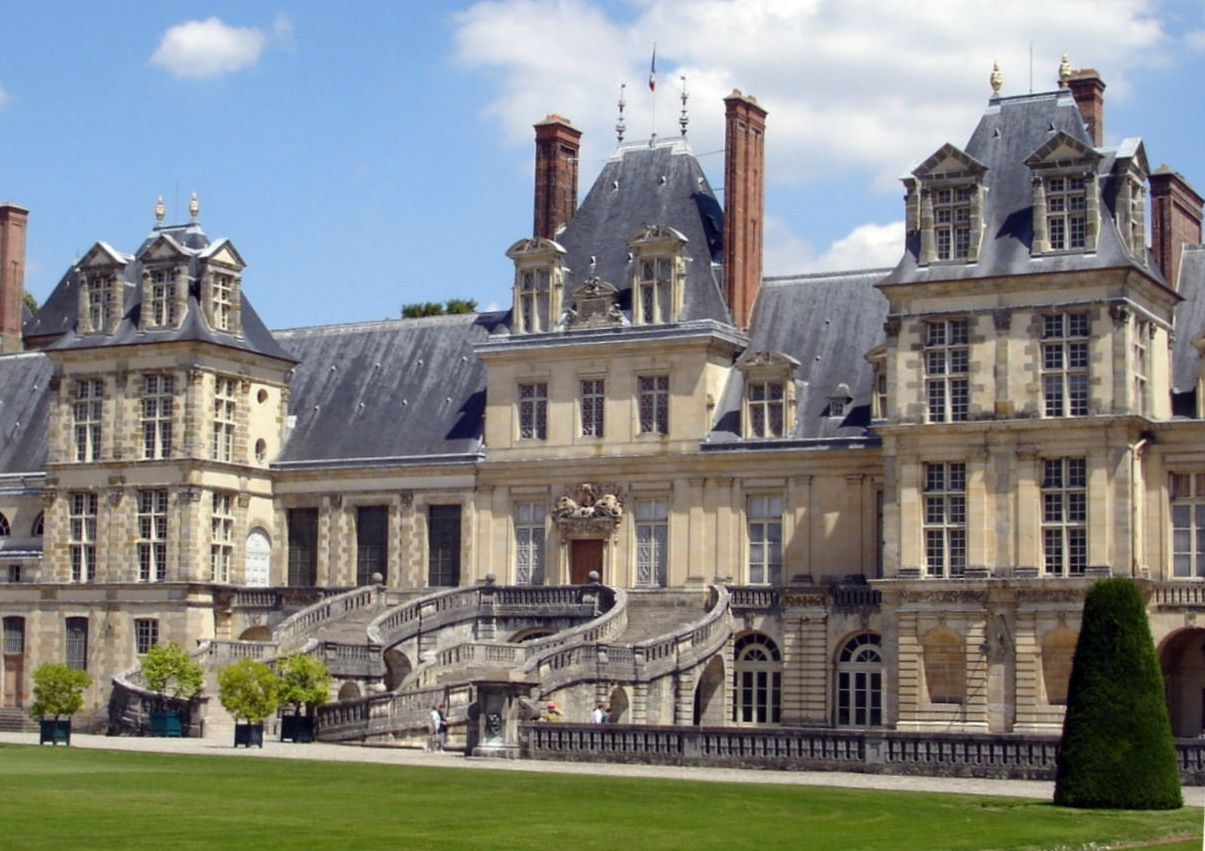
Il castello di Fontainebleau

Tuttavia il Re nostro Signore e Padre, usando l'ordinaria clemenza, accordò loro un nuovo editto a Nîmes nel mese di luglio 1629 col quale, ristabilita nuovamente la tranquillità, il defunto Re, animato dello stesso spirito e dello stesso zelo religioso del Re nostro avo, risolse di utilizzare questa quiete per tentare di eseguire il suo pio disegno, ma sopravvenute le guerre con gli Stranieri pochi anni dopo, in modo che, dopo il 1635 e fino alla tregua conclusa nell'anno 1648 con i Principi d'Europa, il regno era stato poco tempo senza agitazioni, non è stato possibile fare, nell'interesse della Religione, altro che diminuire il numero dei luoghi di esercizio della Religione Pretesa Riformata, interdicendo coloro che si sono trovati in pregiudizio della disposizione degli editti e sopprimendo le camere bipartite, la cui erezione non era stata che provvisoria.
Avendo infine Dio permesso ai nostri Popoli di godere di una quiete perfetta e Noi stessi occupati solo dalle cure di proteggerli contro i nostri nemici, abbiamo potuto approfittare di questa tregua, facilitata a dare la nostra intera applicazione nella ricerca dei mezzi per raggiungere il successo del disegno dei Re nostri Avo e Padre, che ci siamo proposti fin dal nostro accesso alla Corona. Noi ora vediamo, con la giusta riconoscenza dovuta a Dio, che le nostre cure hanno avuto la conclusione che ci eravamo proposta, perché la migliore e maggior parte dei nostri sudditi della Religione Pretesa Riformata hanno abbracciato la Religione Cattolica. E dal momento che l'esecuzione dell'editto di Nantes, e di tutto ciò che è stato ordinato in favore della R. P. R., resta inutile, abbiamo giudicato di non poter fare niente di meglio per cancellare la memoria dei disordini, della confusione e dei mali che il progredire di questa falsa Religione ha causato nel nostro regno e che ha dato luogo al citato editto e a tante altre dichiarazioni ed editti che lo hanno preceduto o sono stati fatti in seguito, revocando interamente il suddetto editto di Nantes, e gli articoli particolari accordati in seguito, e tutto ciò che fu fatto successivamente in favore di questa Religione.
I Facciamo sapere che Noi, per queste e altre cause a ciò muovendoci, e con nostra sicura scienza, piena potenza e autorità reale, abbiamo con questo presente editto perpetuo e irrevocabile, soppresso e revocato, sopprimiamo e revochiamo l'editto del Re nostro avo, dato a Nantes nel mese di aprile 1598, in tutta la sua estensione, insieme con gli articoli particolari decretati il due maggio seguente, e le lettere patentate spedite sopra di essi, e l'editto dato a Nîmes nel mese di luglio 1629, dichiarandoli nulli e come non avvenuti; insieme con le concessioni fatte, tanto per quelli che per altri editti, dichiarazioni e decreti, alle persone della suddetta R. P. R. di qualunque natura possano essere, che rimarranno egualmente come non avvenuti: e in conseguenza vogliamo e così ci piace, che tutti i templi di quelli della suddetta R. P. R. situati nel nostro regno, paesi, terre e signorie di nostra obbedienza, siano demoliti.
II Diffidiamo tali sudditi della R. P R. dal riunirsi per l'esercizio della suddetta Religione, in nessun luogo o casa particolare, sotto qualunque pretesto ci possa essere, anche culti reali o di baliaggio, anche se fossero stati conservati da decreti del nostro consiglio.
III Diffidiamo egualmente tutti i signori di qualunque condizione di esercitare culti nelle loro case e feudi di qualsiasi qualità, pena, per tutti i sudditi che facessero tali esercizi, di confisca del loro corpo e dei loro beni.
IV Imponiamo a tutti i ministri della R.P.R. che non intendessero convertirsi e abbracciare la Religione Cattolica Apostolica e Romana, di uscire dal nostro regno e dalle terre di nostra obbedienza, quindici giorni dopo la pubblicazione del nostro presente editto, senza potersi trattenere oltre, né durante il suddetto tempo di quindici giorni tenervi alcuna predica, esortazione né altra funzione, a pena della galera.
V Vogliamo che i ministri che si convertissero, continuino, così come che le loro vedove, dopo il loro decesso, finché si troveranno in vedovanza, a godere dell'esenzione dall'obbligo di fornire alloggio ai militari, come già godevano quando essi avevano la funzione di ministri, e inoltre, faremo pagare ai suddetti ministri, vita natural durante, una pensione maggiorata di un terzo dell'appannaggio che percepivano in qualità di ministri, la metà della quale pensione sarà assegnata alle mogli dopo la loro morte.
VI Se alcuni suddetti ministri volessero farsi avvocati o prendere il titolo di dottore in legge, vogliamo e intendiamo che siano dispensati dai tre anni di studi prescritti dalle nostre dichiarazioni; e che dopo aver superato gli esami ordinari e giudicati idonei, siano nominati dottori pagando soltanto la metà dei diritti abitualmente percepiti a questo scopo da ciascuna Università.
VII Proibiamo le scuole particolari per l'istruzione dei bambini della suddetta R. P. R., e in generale di qualunque cosa possa apparire una qualunque concessione in favore della suddetta Religione.
VIII I bambini nati da genitori della suddetta R. P. R. vogliamo che siano battezzati dai curati delle parrocchie. Ingiungiamo ai padri e alle madri di mandarli, a questo fine, nelle chiese, pena, in difetto, l'ammenda di 500 lire, e maggiore in caso di rifiuto; i bambini saranno in seguito istruiti nella Religione Cattolica Apostolica e Romana, vigilando i giudici del luogo al rispetto della norma.
IX Per usare della nostra clemenza verso i sudditi della suddetta R. P. R. che si siano ritirati dal nostro regno, paesi e terre di nostra obbedienza prima della pubblicazione del presente editto, vogliamo e intendiamo che, nel caso vi facciano ritorno entre quattro mesi dalla pubblicazione del presente editto, essi possano e sia loro lecito rientrare in possesso dei loro beni e di goderne, come avrebbero potuto se fossero sempre rimasti; invece, i beni di coloro che, nel tempo di quattro mesi, non faranno ritorno nel nostro regno, paesi e terre di nostra obbedienza, essi avevano abbandonato, rimangono confiscati in conseguenza della nostra dichiarazione del venticinque del mese di agosto scorso.
X Facciamo espresse e iterate diffide a tutti i nostri sudditi della suddetta R. P. R. a uscire, essi, le loro mogli e i loro figli, dal nostro regno, paesi e terre di nostra obbedienza, a pena della galera per gli uomini e della confisca del corpo e dei beni per le donne.
XI Vogliamo e intendiamo che le dichiarazioni emanate contro i relapsi siano eseguite secondo forma e tenore.
XII Potranno i suddetti della R. P. R., in attesa che a Dio piaccia illuminarli come gli altri, rimanere nei villaggi e luoghi del nostro regno, paesi e terre di nostra obbedienza, e continuarvi i commerci e godere dei loro beni senza essere molestati e impediti a pretesto della suddetta R. P. R. a condizione di non praticare o riunirsi a pretesto di preghiere o di culto della suddetta religione, qualunque sia la loro natura, a pena di confisca del corpo e dei beni. Demandiamo ai consiglieri, parlamentari, camera dei conti e corti di assistenza a Parigi, nei bailaggi e siniscalcati e ai funzionari di giustizia, ufficiali e luogotenenti, che facciano leggere, pubblicare e registrare il presente editto, nelle corti e nelle giurisdizioni, anche se vacanti, trattenere e far trattenere, conservare e osservare in ogni punto e senza contravvenirvi né permettere che sia disatteso in nessun modo: perché tale è il nostro desiderio. E affinché sia cosa ferma e stabile, abbiamo fatto mettere il sigillo ai nostri decreti.
Dato a Fontainebleau nel mese di ottobre 1685. E del nostro regno il quarantatreesimo. Firmato LUIGI e controfirmato LE TELLIER e a fianco, per il Re, COLBERT. E sigillato del grande Sigillo di cera verde, su lacci di seta rossa e verde».
L'ultimo articolo ha lasciato gli storici perplessi. Esso contraddice le misure restrittive dei precedenti articoli - in particolare dell'articolo X - e in effetti rimase disatteso, tanto che lo storico protestante Émile Labrousse lo ha definito «un imbroglio», in quanto sarebbe stato solo un mezzo per moderare le reazioni delle nazioni protestanti contro la revoca dell'editto di Nantes.
Sul piano internazionale non produsse i benefici che probabilmente Luigi si attendeva. Innocenzo XI si felicitò tiepidamente, stante le tensioni che ancora sussistevano con il re di Francia, attraverso il breve del 16 novembre 1685, ma fu celebrato a Roma, il 30 aprile 1686 un Te Deum di ringraziamento. La Corte sperava che il papa riconoscesse i diritti di régale, ma il breve apostolico faceva intendere che i meriti del re potevano essere riconosciuti più dalla bontà divina piuttosto che dalla Santa Sede, mentre i prìncipi cattolici si felicitarono secondo convenienza ma non mutarono politica nei confronti della Francia. Naturalmente, i cattolici francesi esultarono: Madame de Sévigné affermò che «Mai re fece e farà niente di più memorabile» e Bossuet celebrò Luigi XIV come «Nuovo Costantino» e restauratore dell'unità religiosa del regno.